# Women's Cot
Women's Cot es una película nigeriana de 2005 dirigida por Dickson Iroegbu. Recibió 4 nominaciones y ganó un premio Africa Movie Academy Awards 2006.

## Sinopsis
Una mujer, cuyo marido ha fallecido, se enfrenta al desafío de lidiar con los malos tratos que conlleva su nuevo estado de viudez.

## Elenco
- Bukky Ajayi[4]
- Rita Edochie
- Chidi Ihesie
- Bimbo Manuel
- Onyeka Onwenu
- Zack Orji[5]
- Joke Silva